# Beni Aziz
Beni-Aziz là một đô thị thuộc tỉnh Sétif, Algérie. Dân số thời điểm năm 2002 là 17.913 người.